# نازنین (فیلم ۱۳۵۴)
نازنین فیلمی به کارگردانی علیرضا داوودنژاد و نویسندگی علیرضا داوودنژاد و رضا عطایی محصول سال ۱۳۵۴ است.

## خلاصه داستان
نّیر، دختر یتیمی است که عمهٔ پیرش عفت از او مراقبت می‌کند، و از جوانی به نام مرتضی آبستن است.

## بازیگران
- گوگوش
- چنگیز وثوقی
- رضا عطایی
- رضا کرم رضایی
- احمد معینی
- علی‌زاده
- ساغر